# Marco Antonio Chagas Martins
Marco Antonio Chagas Martins (Pontével, Portugal; 19 de noviembre de 1956) es un ciclista portugués ya retirado. Fue profesional entre 1980 y 1990, consiguió cuatro victorias en la Vuelta a Portugal (1982, 1983, 1985 y 1986). Ha sido dos veces campeón de Portugal en ruta y ha ganado también la Vuelta al Alentejo. 

## Palmarés
| 1976 - 3 etapas de la Vuelta a Portugal 1979 - 3 etapas de la Vuelta a Portugal 1982 - Campeonato de Portugal en Ruta - Vuelta a Portugal, más 2 etapas 1983 - Vuelta a Portugal, más 2 etapas 1984 - Vuelta al Alentejo, más 1 etapa - 3 etapas de la Vuelta a Portugal | 1985 - Campeonato de Portugal en Ruta - Vuelta a Portugal - 2 etapas de la Vuelta al Algarve 1986 - 1 etapa del GP do Minho - Vuelta a Portugal, más 4 etapas 1988 - 1 etapa de la Vuelta al Algarve 1990 - 1 etapa de la Vuelta al Algarve - 1 etapa de la Vuelta al Alentejo |

## Resultados en las grandes vueltas

### Tour de Francia
- 1980 : 41.º
- 1984 : 77.º